# Joachim Rogall
Joachim Rogall (* 23. April 1959 in Heidelberg) ist ein deutscher Historiker und Stiftungsmanager.

## Leben
Nach dem Besuch des humanistischen Kurfürst-Friedrich-Gymnasiums in Heidelberg diente er vier Jahre bei der Fallschirmjägertruppe der Bundeswehr (FschJgBtl 251) in Calw. Anschließend studierte er Osteuropäische Geschichte, Slawische Philologie und Germanistik an den Universitäten Mainz, Posen und Heidelberg. Nach der Promotion 1988 an der Universität Mainz war er dort und am Herder-Institut Marburg bis 1996 wissenschaftlicher Mitarbeiter. 1996 wechselte er als Referent zur Robert Bosch Stiftung nach Stuttgart, wo er ab dem Jahre 2000 als Bereichsdirektor für Völkerverständigung Mitteleuropa, Südosteuropa, GUS und China tätig war. Parallel habilitierte er sich im Jahr 2000 an der Universität Mainz. Seit 2003 ist er außerplanmäßiger Professor für Osteuropäische Geschichte der Universität Heidelberg.
Im Jahre 2015 wurde er Geschäftsführer und von 2017 bis zum Einritt in den Ruhestand im Juli 2021 Vorsitzender der Geschäftsführung der Robert Bosch Stiftung.
2018–2020 leitete er als Vorsitzender des Vorstands den Bundesverband deutscher Stiftungen.
2017 bis 2021 gehörte er den Präsidien des Goethe-Instituts und des Instituts für Auslandsbeziehungen an.
Im Jahr 2019 gründete er die Kurt und Hildegard Löwenstein/Losten Stiftung und ist deren Vorstandsvorsitzender. Seit 2022 ist er Vorstandsmitglied der Bürgerstiftung Heidelberg. 